# Аріана Аскарід
Аріа́на Аскарі́д (також Аріа́н (фр. Ariane Ascaride); нар. 10 жовтня 1954, Марсель, Франція) — французький акторка. Лауреатка кінопремії Сезар 1998 року за найкращу жіночу роль у фільмі «Маріус і Жанетт» .

## Життєпис
Аріана Аскарад народилася 10 жовтня 1954 року в Марселі. Вивчала соціологію в університеті міста Екс-ан-Прованс, там стала членом Національного союзу французьких студентів та познайомилася з режисером Робером Гедігяном; з 1980 року знімається в усіх його фільмах. До 1979 року навчалася у Вищій національній консерваторії драматичного мистецтва у Антуана Вітеза та Марселя Блюваля.
Брат — П'єр Аскарід, актор, сценарист, режисер і один з винахідників домашнього кінотеатру.
У кіно почала зніматися у віці 22 років; 2006 року виступила як сценарист стрічки («Поїздка до Вірменії»), в 2010-му — як режисерка одного з епізодів серіалу «Історії життів»).
Аріана Аскарід є членкинею пацифістської організації (фр.).

## Фільмографія

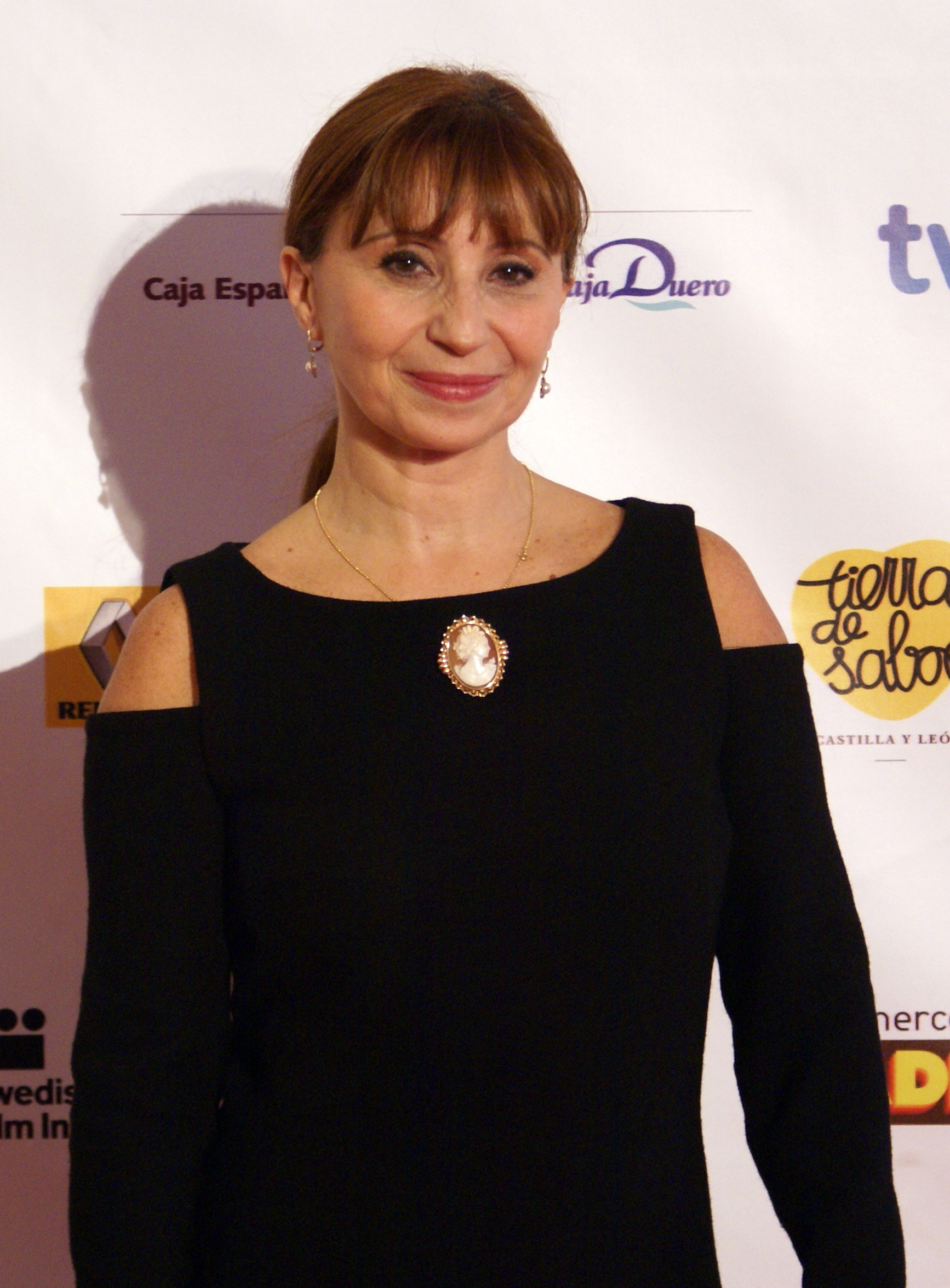
Аріана Аскарід у 2011 році

| Рік       |    | Українська назва                  | Оригінальна назва                    | Роль                        |
| --------- | -- | --------------------------------- | ------------------------------------ | --------------------------- |
| 1972      | ф  | Довічна рента                     | Le Viager                            | епізодична роль             |
| 1975—1981 | с  | Інспектор проводить розслідування | L'inspecteur mène l'enquête          |                             |
| 1977      | ф  | Урочисте причастя                 | La communion solennelle              | Пальміра                    |
| 1980      | ф  | На продаж                         | À vendre                             | Жильберта                   |
| 1980      | ф  | Повернення в Марсель              | Retour à Marseille                   | Ліді                        |
| 1981      | ф  | Останнє літо                      | Dernier été                          | Жозіан                      |
| 1982      | с  | Моцарт                            | Mozart                               |                             |
| 1983      | ф  | Хай живе соціальна допомога!      | Vive la sociale!                     | Марі-Фе                     |
| 1991      | ф  | Бог не переварює байдужих         | Dieu vomit les tièdes                | Тірльєр                     |
| 1993      | ф  | У грошах щастя                    | L'argent fait le bonheur             | Сімона Віалі                |
| 1993      | тф | Фантомна вагітність               | Grossesse nerveuse                   | Еліана                      |
| 1995      | ф  | За життя і смерть                 | À la vie, à la mort!                 | Марі-Соль                   |
| 1997      | ф  | Інший берег моря                  | L'autre côté de la mer               | Лулу                        |
| 1997      | ф  | Маріус і Жанетт                   | Marius et Jeannette                  | Жанетт                      |
| 1998      | ф  | Змія з'їла жабу                   | Le serpent a mangé la grenouille     | Марта                       |
| 1998      | ф  | На місці серця                    | À la place du coeur                  | Маріанна Патчі              |
| 1999      | тф | Мати невідома                     | De mère inconnue                     | Катеріна                    |
| 1999      | ф  | Надя і гіпопотами                 | Nadia et les hippopotames            | Надя                        |
| 1999      | ф  | Педді                             | Paddy                                | La caissière                |
| 1999      | ф  | Погані знайомства                 | Mauvaises fréquentations             | мати Олівії                 |
| 1999      | ф  | Наг-бомба                         | Nag la bombe                         | Наґ                         |
| 2000      | тф | Затримай ніч                      | Retiens la nuit                      | Надя                        |
| 2000      | ф  | В атаку!                          | À l'attaque!                         | Лола                        |
| 2000      | ф  | Пригоди Фелікса                   | Drôle de Félix                       | Ізабель                     |
| 2000      | ф  | У місті все спокійно              | La ville est tranquille              | Мішель                      |
| 2002      | ф  | Марі-Жо і дві її любові           | Marie-Jo et ses 2 amours             | Марі-Жо                     |
| 2002      | ф  | Лулу                              | Lulu                                 | Жанетт                      |
| 2002      | ф  | Моє життя на льоду                | Ma vraie vie à Rouen                 | Кароліна                    |
| 2003      | ф  | Живіт Джульєтти                   | Le ventre de Juliette                | Марі-Бріжит Пораджавськи    |
| 2004      | ф  | Вишивальниці                      | Brodeuses                            | мадам Мелікян               |
| 2004      | ф  | Мій тато — інженер                | Mon père est ingénieur               | Наташа, Марі                |
| 2005      | ф  | Обман                             | Imposture                            | Бріжит                      |
| 2005      | ф  | Монтіньї                          | Miss Montigny                        | Анна                        |
| 2005      | ф  | Код 68                            | Code 68                              | Маріанна                    |
| 2005—2009 | с  | Венера і Аполлон                  | Vénus & Apollon                      | Еммануель Ле Прієр          |
| 2006      | ф  | Зміна адреси                      | Changement d'adresse                 | мати Джулії                 |
| 2006      | ф  | Подорож до Вірменії               | Le voyage en Arménie                 | Анна                        |
| 2006      | ф  | Наступного року                   | L'année suivante                     | Надін                       |
| 2008      | ф  | Леді Джейн                        | Lady Jane                            | Мюріель                     |
| 2009      | ф  | Армія злочинців                   | L'armée du crime                     | мадам Елек                  |
| 2009      | ф  | Їжачок                            | Le hérisson                          | Мануела Лопес               |
| 2010      | тф | Жорж і Фаншетта                   | George et Fanchette                  | Жорж Санд                   |
| 2010      | тф | Жінка, що плаче, з Шапо Руж       | La femme qui pleure au chapeau rouge | мати Дори                   |
| 2010      | тф | Троянди у кредит                  | Roses à crédit                       | медик                       |
| 2010      | тф | Перелом                           | Fracture                             | Сейноль                     |
| 2011      | ф  | Сніги Кіліманджаро                | Les neiges du Kilimandjaro           | Марі-Клер                   |
| 2011      | ф  | Мистецтво кохати                  | L'art d'aimer                        | Еммануель                   |
| 2011      | ф  | Ніжність                          | La délicatesse                       | мати Наталі                 |
| 2012      | тф | Розлучення і заручини             | Divorce et fiançailles               | Сідо                        |
| 2013      | ф  | Фанні                             | Fanny                                | Клодін                      |
| 2013      | ф  | Інше життя                        | Une autre vie                        | Клодін, господиня           |
| 2013      | тф | Це не любов                       | C'est pas de l'amour                 | Беневоль                    |
| 2014      | ф  | Нитка Аріани                      | Au fil d'Ariane                      | Аріана                      |
| 2014      | ф  | Спадкоємці                        | Les héritiers                        | Анн Гіґо                    |
| 2015      | ф  | Кохання не прощає                 | L'amour ne pardonne pas              | Адрієна                     |
| 2015      | ф  | Божевільна історія                | Une histoire de fou                  | Анук                        |
| 2016      | ф  | Небо почекає                      | Le ciel attendra                     | суддя                       |
| 2017      | ф  | Вілла                             | La villa                             | Анжель Бартелемі            |
| 2018      | ф  | Лоскоти                           | Les Chatouilles                      | пані Малек, вчителька танцю |
| 2019      | ф  | Світова слава                     | Gloria Mundi                         | Сільвія                     |

## Визнання
У липні 2015 році Аріана Аскарід нагороджена французьким орденом Мистецтв та літератури (Командор).
| Рік                                     | Категорія                      | Фільм                   | Результат |
| --------------------------------------- | ------------------------------ | ----------------------- | --------- |
| Премія «Сезар»                          |                                |                         |           |
| 1998                                    | Найкраща акторка               | Маріус і Жанетт         | Перемога  |
| 2003                                    | Найкраща акторка               | Марі-Жо і дві її любові | Номінація |
| 2005                                    | Найкраща акторка другого плану | Вишивальниці            | Номінація |
| 2012                                    | Найкраща акторка               | Сніги Кіліманджаро      | Номінація |
| Премія «Сан Жорді» (Каталонія, Іспанія) |                                |                         |           |
| 1999                                    | Найкращий іноземна акторка     | Маріус і Жанетт         | Перемога  |
| Міжнародний кінофестиваль у Вальядоліді |                                |                         |           |
| 2000                                    | Найкраща акторка               | У місті все спокійно    | Перемога  |
| Приз Європейської кіноакадемії          |                                |                         |           |
| 2001                                    | Найкраща акторка               | У місті все спокійно    | Номінація |
| 2002                                    | Найкраща акторка               | Марі-Жо і дві її любові | Номінація |
| Римський кінофестиваль                  |                                |                         |           |
| 2006                                    | Найкраща акторка               | Поїздка до Вірменії     | Перемога  |
| Кубок Вольпі                            |                                |                         |           |
| 2019                                    | Найкраща жіноча роль           | Gloria Mundi            | Перемога  |